# Gipsbergwerk Engel
Das Gipsbergwerk Engel in Ralingen, Landkreis Trier-Saarburg, fördert Gips und Anhydrit. 

## Geschichte
Das Unternehmen „Trierer Gipswerke Sartor & Engel“ wurde 1946 gegründet. Es folgte eine Aufteilung in verschiedene Geschäftssparten, darunter die „Gipsbergbau Engel GmbH“. In den 1980er Jahren das Bergwerk „Horst-Peter-Stollen“ in Ralingen neu erschlossen. Die etwa 10 m mächtige Gipslagerstätte liegt in Gesteinen des Muschelkalk, der im Kammerfestenbau abgebaut wird. 